# Vuda River
Vuda River är ett vattendrag i Fiji.   Det ligger i divisionen Västra divisionen, i den nordvästra delen av landet, 120 km väster om huvudstaden Suva. Vuda River ligger på ön Viti Levu.